# ブレント区
ブレント・ロンドン自治区（ブレント・ロンドンじちく、英: London Borough of Brent）は、イギリスのロンドン北西部にあるロンドン自治区で、アウター・ロンドンを構成する区の一つ。1963年ロンドン政府法により設置された :5 。

## 地理
西側でイーリング区、北側でハーロウ区、東北側でバーネット区、東南側でカムデン区、南側で西から順にハマースミス・アンド・フラム区、ケンジントン・アンド・チェルシー区、シティ・オブ・ウェストミンスターと接する。

## 地区
- アルパートン（英語版）
- ウィレスデン（英語版）
- ウェンブリー
- ウェンブリー・パーク（英語版）
- キルバーン（英語版） (一部はカムデン区に入る)
- キングスベリー（英語版）
- クイーンズ・パーク（英語版）
- クイーンズベリー（英語版） (一部はハーロウ区に入る)
- クリックルウッド（英語版） (一部はカムデンおよびバーネットの両区に入る)
- ケンサル・グリーン（英語版） (一部はケンジントン・アンド・チェルシー区ノッティング・ヒル北側界隈に入る)
- ケントン（英語版） (一部はハーロウ区に入る)
- サドベリー（英語版） (一部はハーロウ区に入る)
- ストーンブリッジ（英語版）
- チャーチ・エンド（英語版）
- トキントン（英語版）
- ドリス・ヒル（英語版）
- ニースデン（英語版）
- ノース・ウェンブリー（英語版）
- パーク・ロイヤル（英語版） (一部はイーリング区に入る)
- パート・オブ・ハーロウ（英語版）
- ハーレスデン（英語版）
- プレストン（英語版）
- ブレント・パーク（英語版）
- ブロンデスベリー（英語版）
- ブロンデスベリー・パーク（英語版）

## 名所・旧跡など
- ウェンブリー・スタジアム
- ウェンブリー・アリーナ

## 関係者
出身者
- ツイッギー（女優、モデル） - 「ミニの女王」
- グレアム・ヤング（シリアルキラー）
- ジェーン・アッシャー（女優、実業家） - ポール・マッカートニーと近しい実業家。